# プチャタ・ヴィシャティチ
プチャタ・ヴィシャティチ（ロシア語: Путята Вышатич）は12世紀初頭のルーシのヴォエヴォダ（軍司令官）、トィシャツキー（千人長）である。ヴィシャタの子、ヤンの兄弟。
1099年、キエフ大公スヴャトポルクの命によって、プチャタとルーツク公スヴャトスラフ(ru)は、ウラジーミル・ヴォルィンスキーを囲むダヴィドの軍を攻撃・撃破した（ルーシ内戦 (1097年 - 1100年)）。またこの翌年には、これら一連の戦争の戦後処理会議であるウヴェティチ諸公会議(ru)でのスヴャトポルクの意見を、ダヴィドに通知する役を担った。
1104年、ミンスク公グレプとの戦争において、スヴャトポルクの軍を指揮した。戦争自体はスヴャトポルク・グレプ双方に益するところなく終結した。1106年には兄弟のヤンと共にポロヴェツ族への遠征を行い、ザレチスク周辺を征圧した。
1113年にスヴャトポルクが死ぬとキエフで暴動が起こり、キエフの人々はプチャタの屋敷を破壊した。プチャタの没年は不明である。